# Pustec
Pustec (mazedonisch Пустец, albanisch Liqenas oder auch Liqenasi) ist ein Dorf am Prespasee im Qark Korça im Südosten Albaniens. Es ist Hauptort der gleichnamigen Bashkia, zu der noch acht weitere Dörfer gehören. Mit 1843 Einwohnern (Volkszählung 2023) ist sie die kleinste Gemeinde Albaniens. Die Bevölkerung besteht mehrheitlich aus Mazedoniern, die sich zum orthodoxen Glauben bekennen.

## Geographie
Pustec liegt in einer kleinen Hochebene südwestlich des (Großen) Prespasees. Wegen des größtenteils versumpften Seeufers befindet sich das Dorf etwas abseits vom Gewässer.
Das Gemeindegebiet beginnt am 1099 m ü. A. hoch gelegenen Zvezda-Pass, welcher der einzige Zugang von der albanischen Seite ist. Es erstreckt sich entlang des Seeufers auf der Ostseite des Mali i Thatë (2287 m ü. A.) bis zur nordmazedonischen Grenze, wo es einen Grenzübergang zwischen Kallamas und dem mazedonischen Städtchen Resen gibt. Das Territorium der Gemeinde Pustec deckt sich zur Gänze mit dem albanischen Anteil des Prespa-Nationalparks.

## Sehenswürdigkeiten
Die zwischen 2004 und 2007 errichtete orthodoxe Pfarrkirche befindet sich in der Ortsmitte von Pustec. Hier hatte bis Ende der 1960er Jahre das alte Gotteshaus des Dorfes gestanden, das von den Kommunisten zerstört und durch einen Zweckbau für die landwirtschaftliche Kooperative ersetzt worden war. Am Rand des Hauptortes gibt es eine weitere kleine orthodoxe Kirche. Der Vorgängerbau stammte aus dem Jahr 1754 und wurde 1865 durch einen Brand zerstört.
Zur Gemeinde gehört auch die kleine Insel Maligrad im Prespasee, auf der sich die Ruine einer Mönchsklause mit Kirche befindet, die im 11. Jahrhundert errichtet worden ist.

## Politik und Verwaltung

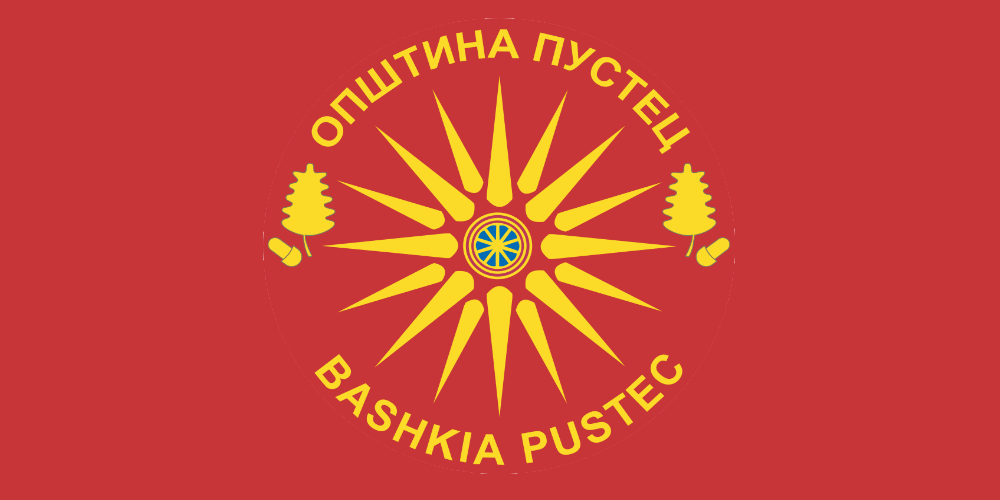
Flagge der Gemeinde Pustec

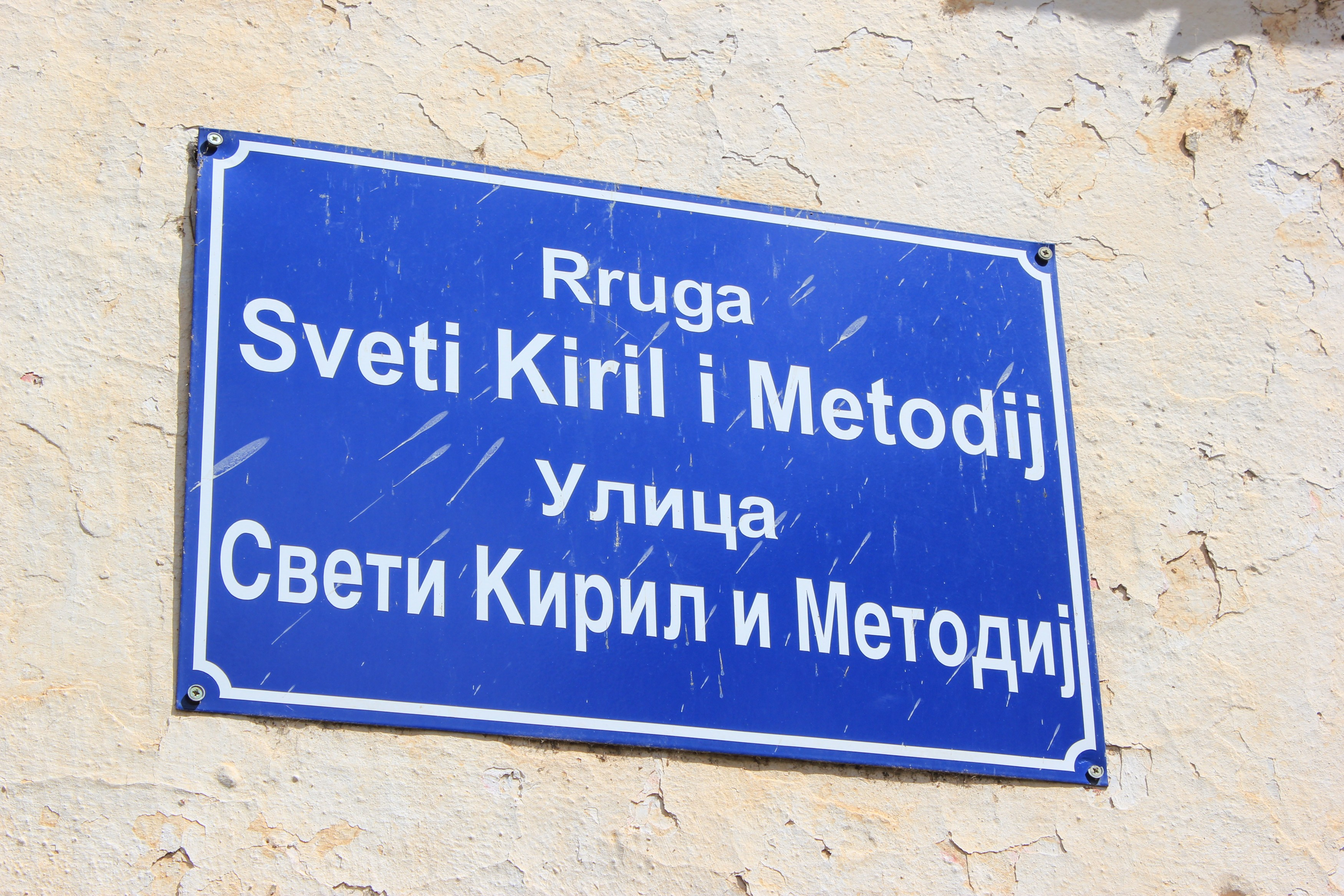
Zweisprachiges Straßenschild im Gemeindeteil Dolna Gorica

In Pustec wird die Bilingualität von den Behörden respektiert. So wurden zahlreiche Straßen- und Hinweisschilder mit Aufschriften in albanischer und mazedonischer Sprache aufgestellt. Zudem sind das Krankenhaus und die beiden weiterführenden Schulen mit zweisprachigen Tafeln versehen. Im März 2013 wurde die Gemeinde vom Albanischen Parlament offiziell umbenannt und wechselte den Namen von der albanischen Version Liqenas aufs mazedonische Pustec. Als Minderheitengebiet wurde Pustec bei der Territorialreform von 2015 auch nicht mit anderen Gemeinden zusammengelegt, sondern ist seither die Gemeinde Albaniens mit den wenigsten Einwohnern.
Zur Gemeinde Liqenas gehören insgesamt neun Dörfer, von Süden nach Norden (mazedonisch/albanisch) Cerje/Cerja, Zrnovsko/Zaroshka, Leska/Lajthiza, Pustec/Liqenas, Šulin/Diellas, Globočani/Gollomboç, Dolna Gorica/Gorica e Vogël, Gorna Gorica/Gorica e Madhe und Tuminec/Kallamas.

## Bildung
In Pustec besteht das einzige mazedonischsprachige Gymnasium Albaniens. Die Gemeinde hat außerdem vier Grundschulen, in denen auch auf Mazedonisch unterrichtet wird.

## Wirtschaft
Die Menschen leben hauptsächlich von Kleinlandwirtschaft und Grenzhandel. Daneben gibt es erste Ansätze von Tourismus: zwei kleine Hotels mit Strandbad in Pustec sowie einzelne Vermieter von Privatzimmern. Die Arbeitslosigkeit und die Abwanderung ist wie in großen Teilen des übrigen Albaniens sehr hoch. Seit 2011, als die Gemeinde noch 3290 Einwohner hatte, sind 44 % der Bevölkerung abgewandert. Die Bevölkerungsdichte ist auch für albanische Verhältnisse sehr gering (dritttiefste aller Gemeinden des Landes nach Kolonja und Fushë-Arrëz).

## Persönlichkeiten
- Sterjo Spasse (1914–1989), Schriftsteller